# 欧特韦尔讷
欧特韦尔讷（法語：Authevernes，法語發音：[otvɛʁn]）是法国厄尔省的一个市镇，位于该省东北部，属于莱桑德利区。

## 地理
欧特韦尔讷（49°13'6"N, 1°38'22"E）面积8.15 平方千米，位于法国诺曼底大区厄尔省，该省份为法国北部内陆省份，北起滨海塞纳省，西接奧恩省和卡爾瓦多斯省，南至厄尔-卢瓦省，东临瓦兹省、瓦兹河谷省和伊夫林省。
与欧特韦尔讷接壤的市镇（或旧市镇、城区）包括：埃普特河畔沙托、盖尔尼、韦克桑地区莱蒂利耶、韦利、埃普特河畔韦克桑。

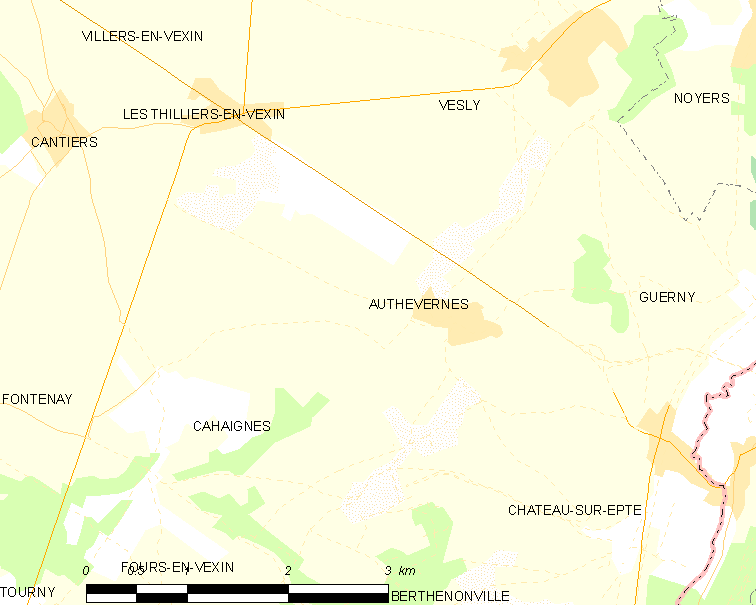
欧特韦尔讷的OSM定位图

欧特韦尔讷的时区为UTC+01:00、UTC+02:00（夏令时）。

## 行政
欧特韦尔讷的邮政编码为27420，INSEE市镇编码为27026。

## 政治
欧特韦尔讷所属的省级选区为日索尔县。

## 人口

1962-2008年间欧特韦尔讷人口变化图示

欧特韦尔讷于2022年1月1日时的人口数量为466人。